# Ancistrocerus minnesotaensis
Ancistrocerus minnesotaensis är en stekelart som beskrevs av Cameron. Ancistrocerus minnesotaensis ingår i släktet murargetingar, och familjen Eumenidae. Inga underarter finns listade i Catalogue of Life.